# Telégrafo (Belém)
Telégrafo é um bairro de Belém do Pará, possui pouco mais de 40 mil habitantes. Está localizado ás margens da baía do Guajará, na zona norte de Belém. Também chamado de Telégrafo sem fio, o bairro tem intenso comércio e serviços, com ruas bem movimentadas. A formação de sua população é mista, com o perfil socioeconômico de classes mais pobres até classe média alta. Nele passam algumas vias importantes como as avenidas Pedro Álvares Cabral, Senador Lemos e a Rodovia Artur Bernades. O bairro possui um forte centro comercial atendendo as necessidades dos moradores e bairros próximos, além do Centro de Ciências Sociais e Educação da Universidade do Estado do Pará.

## História

### Toponímia
O nome do bairro foi popularizado pela vizinhança da época após a instalação da estação telegráfica, em 1886, que por lá marcou a história da urbanização da cidade.

### Origem e Ocupação
Por volta de 1861, Bruno Álvares Lobo, proprietário de um sítio chamado São João do Bruno, contrata a construção de matadouro na região, ao redor desse matadouro surgiria uma grande área que mais tarde se tornaria o bairro denominado São João do Bruno. E a partir das construções da rede telegráfica de Belém, o bairro passaria a ser chamado de Télegrafo sem fio, ou simplesmente Telégrafo. O bairro surgiu de um pedaço do Umarizal. Antes de se tornar um bairro nobre, o Umarizal era periférico, mas a partir de sua verticalização a população mais pobre foi forçada pelas mais ricas a se mudar para áreas com terrenos não muito apropriados. Assim surgiu não só o Telégrafo mas também a Pedreira.
Essa condição, não apropriada, se dá por a maioria do bairro ser situado numa planíce com níveis de 5 a 10 metros no máximo, em encostas de igarapés ou a margem direita da baía de Guajará. Era um bairro  residencial com uma população pobre, que residia  em barracas, habitações construídas sobre estacas, algumas sujeitas às dinâmicas da maré e poucas casas de alvenaria e palafitas. A partir da década de 60 o bairro sofreu melhorias de estrutura consideráveis como: ruas asfaltadas, linhas de transporte público, escolas e estabelecimentos comerciais de grande porte. Apesar disso, muitas residências continuam com condições precárias, graças as condições socioeconômicas dos moradores, essas residências mais humildes se concentram em torno do canal do galo, hoje em dia.

## Geografia

### Localização
Segundo a Lei 7.806, de 30 de julho de 1996, o bairro compreende a área envolvida pela poligonal que tem início na interseção da margem direita da Baía do Guajará com o Canal do Una, segue por este até o encontro da avenida Senador Lemos com a travessa Mauriti, flete à direita e segue por esta até a Rua Nova, flete à direita e segue por esta até encontrar o Canal do Galo, flete à esquerda e segue por este até encontrar a travessa José Pio, flete à direita e segue por esta e por seu prolongamento até a margem direita da Baía do Guajará, flete à direita e segue por esta até o início da poligonal.

## Principais Vias e Logradouros
- Avenida Senador Lemos
- Avenida Pedro Álvares Cabral
- Rodovia Artur Bernades
- Travessa Djalma Dutra
- Rua do Úna

| Código da linha | Nome da Linha                         | Operador                   |
| --------------- | ------------------------------------- | -------------------------- |
| 546             | Sacramenta - Nazaré (Via P.A. Cabral) | Belém Rio                  |
| 549             | Djalma Dutra                          | Belém Rio                  |
| 663             | Benguí - Felipe Patroni               | Transportes Nova Marambaia |
| 862             | Tapanã - Felipe Patroni               | Transportes Nova Marambaia |
| 306             | UFPA - Pedreira                       | Viação Guajará             |
| 422             | Alcindo Cacela - Domingos Marreiros   | Transportes Canadá         |
| 635             | CDP/Providência - Ver-o-Peso          | Viação Monte Cristo        |

Nota: Muitas outras linhas cruzam o bairro, essas são apenas as principais, baseadas em sua frequência.